# M231 Firing Port Weapon
FPW (аббр. от Firing Port Weapon — амбразурное оружие, офиц. Submachine Gun, 5.56mm, Port Firing, M231) — это модификация винтовки М16A1 (официально классифицируемая как пистолет-пулемёт), адаптированная для стрельбы из бойниц боевой машины пехоты M2/M3 Bradley и других серийных образцов американской лёгкой бронетехники. Была разработана инженером-механиком Лаборатории баллистических исследований Абердинского научно-исследовательского центра лейтенантом Тимоти Броссо. Исходная M16 и производные от неё модификации для пехотного применения являются слишком длинными, чтобы использовать её в тесном внутреннем пространстве БМП, что предопределило разработку модели с укороченным стволом, не имеющей приклада и ряда других конструктивных элементов, ограничивающих свободу манёвра оружием внутри боевой машины.

## История
Хотя отдельные эксперименты по адаптации серийных образцов стрелкового оружия для стрельбы из бойниц движущейся бронетехники велись в США в годы Второй мировой войны и в послевоенное время, работа над созданием того, что впоследствии отлилось в M231, началась в 1972 году. На основе опыта боевого применения бронетранспортёров M113 во Вьетнаме и выявленных недостатков требовалось разработать автомат, приспособленный для удобного ведения огня из бойниц БМП. Лаборатория баллистических исследований совместно с Рок-Айлендским арсеналом разрабатывала пистолет-пулемёт на основе AR-15 и его варианта М16. Качество последнего оружия сделало его наиболее перспективным и к 1974 году он получил индекс опытного образца XM231. Тогда же, в 1974 году, состоялась первая презентация XM231 для прессы. Сравнительные и приёмочные испытания оружия со стрельбой из бойниц бронетранспортёра M113A1 велись в 1974-1975 гг.
Пехотный комитет Армии США в Форт-Беннинге, штат Джорджия, по просьбе командования расположенного там же пехотного училища, провёл испытания по оценке боевых возможностей винтовки M16A1 в качестве оружия двойного назначения (пеших и моторизованных/танковых частей) и конкурирующих с ней образцов стрелкового оружия, спроектированных специально для членов экипажей боевых машин (тогда ещё рассматривались несколько различных экспериментальных моделей), и по сбору статистической информации об эксплуатации исследуемых образцов стрелкового оружия вообще и о нештатных ситуациях в ходе эксплуатации в частности. В качестве машины для испытаний был выбран БТР M113A1. Помимо XM231, испытания прошли следующие образцы стрелкового оружия в перечисленных конфигурациях:
- M16A1 из открытой и полузакрытой бойницы без крепления винтовки и насадок;
- XM106 с утяжелённым стволом со снятыми сошками из открытой и полузакрытой бойницы без крепления винтовки;
- M16 с ограничителем длины очереди дульным тормозом-компенсатором из открытой бойницы без крепления винтовки;
- M3A1 из открытой и полузакрытой бойницы без крепления пистолета-пулемёта.

Завершив сравнительные испытания к осени 1975 года, офицеры Пехотного комитета пришли к следующим выводам:
- Самым эффективным способом ведения огня по целям изнутри движущегося бронированного транспортного средства является очередь (то есть, практической нужды в наличии переключателя режима огня с автоматического на полуавтомат для XM231 нет).
- Коэффициент случаев успешного обнаружения различных внезапно появляющихся целей при обзоре из открытого водительского люка, командирского и водительского смотровых приборов, башенного смотрового прибора наводчика-оператора автоматической пушки или из бойниц в десантном отделении приблизительно одинаковый.
- XM231, зафиксированная узлом крепления в шарнирном устройстве бойницы, продемонстрировала в общем итоге более быструю реакцию на появляющиеся цели (между обнаружением цели и открытием огня на поражение) и более высокую вероятность поражения цели с первой очереди и с первого выстрела, меньший коэффициент рассеивания пуль, более высокую кучность боя и количество попаданий чем обыкновенная пехотная винтовка M16A1 в любой конфигурации.
- Стрельба из оружия без гильзоотвода грозит ожогами для находящихся поблизости от стрелка военнослужащих и неудобствами в целом от разлёта раскалённых гильз, кроме того, катаясь по полу боевой машины, стреляные гильзы создают проблему для спешивающегося личного состава, поскольку, наступив на лежащую на полу гильзу, можно потерять равновесие и упасть.
- M16A1 продемонстрировала высокую частоту самопроизвольных срабатываний УСМ внутри машины от задевания тех или иных деталей её внутреннего устройства, что, в свою очередь, грозило эквивалентным количеством выстрелов внутри машины и связанного с ними травматизма и инцидентов с летальным исходом (случаев непредумышленного «самострела» и ранения сослуживцев) особенно во время спешной посадки-высадки личного состава в обстановке исключающей промедление, при разного рода экстренных ситуациях. Её предохранительный механизм был признан не подходящим для эксплуатации в качестве оружия членов экипажей боевых машин и моторизованной пехоты в целом.

На основе перечисленных выводов Пехотный комитет рекомендовал отказаться от дальнейших испытаний винтовки M16A1 в качестве оружия двойного назначения, а образцы стрелкового оружия специально для членов экипажей боевых машин должны отвечать требованиям:
- Эргономичности и приспособленности специально для применения из бойниц существующих образцов бронетехники;
- Наличия узла крепления под стандартное шарнирное поворотное устройство бойницы;
- Свободного затвора.

## Серийная модель
Принятие XM231 на вооружение откладывалось из-за затянувшейся программы разработки боевой машины пехоты, будущей M2. Компания «Кольт» тем временем получила контракт на создание промышленного образца на основе XM231 для серийного производства и продолжила её доработку, уже к 1979 году задание было завершено и оружие было принято на вооружение, индекс опытного образца упразднён и заменен на индекс серийной модели M231.
Образец, получившийся в результате доработки инженерами «Кольт», отличался от того, который был представлен на испытания в 1974 году:
- Затвор был переделан со свободного на поворотный для снижения технической скорострельности оружия;
- Добавлен ограничитель темпа стрельбы. Темп снижен с 1050 выстрелов в минуту до 200, чтобы предотвратить преждевременное исчерпание боеприпасов;
- Длина ствола увеличена с 280 до 396 миллиметров для увеличения начальной скорости, пробивающей способности и убойного действия пули;
- Добавлен встроенный узел крепления с защёлкой для фиксации на шарнире;
- Добавлен приклад для удобства удержания оружия двумя руками;
- Добавлен выдвижной приклад аналогичный прикладу пистолета-пулемёта M3A1, оружие стало пригодным для применения за пределами боевой машины (до этого оно могло применяться только членами экипажей и перевозимыми на борту пехотинцами);
- Удалён ограничитель темпа стрельбы. Темп увеличен до 1200 выстрелов.

Хотя более поздние модификации БМП M2 («Брэдли») не имели бойниц, что обнуляло преимущества XM231 перед имеющимися винтовками, это оружие всё равно используется экипажами для самообороны.

## Наставления и руководства
Автобронетанковым управлением Армии США изданы следующие наставления и руководства по эксплуатации M231:
- Наставление по стрелковому делу (в действующей редакции от 5 августа 1997 г.)[6]
- Руководство по техническому обслуживанию и инструкция по эксплуатации (в действ. ред. от 2 марта 1983 г.)[7]